# تجربة ميكلسون ومورلي
تجربة مايكلسون ومورلي هي واحدة من أهم التجارب في حقل الفيزياء قام بها ألبرت مايكلسون وإدوارد مورلي، وتعتبر من أولى الأدلة القوية المعارضة  لنظرية الأثير.
في عام 1886 بدأ ميكلسون ومورلي بتجاربه عن انتشار الضوء وسرعته في الفضاء. وكان يعتقد أنه يستطيع تعيين هذه السرعة عن طريق تعيين سرعة الأرض في الأثير أثناء دورانها حول الشمس. وكان اعتقاد العلماء أن 'الأثير هو الوسط الذي يملأ الفراغ، أي موجود في كل مكان، مثل الهواء الذي يحيط بنا، بخلاف أن الأثير يجب أن يوجد في كل الكون ليبرر حركة الضوء في الفضاء.
وكانت نظرية ماكسويل الكهرومغناطيسية قد أثبتت أن الضوء ينتشر في الفراغ على صورة موجات؛ فهي إذن تحتاج إلى وسط يحملها، افترض أنه الأثير الحامل للضوء. وكان المثل في ذلك هو مثال الصوت الذي يحتاج إلى مادة مثل الهواء أو الماء للانتشار فيه.
فكر مايكلسون بأن يثبت وجود الأثير بمقارنة سرعة الضوء المتحرك في اتجاه حركة الأرض بسرعته في اتجاه متعامد مع حركة الأرض. وعندئذ لن يبرهن الفرق بين السرعتين فحسب، بل إنه سيحدد فعليًّا سرعة الأرض في مدارها حول الشمس، باعتبار أن الأثير هو الإطار المرجعي المطلق في الكون - أي يشكل حالة السكون المطلقة.
وقد بنيت هذه التجربة على أساس نظري هو أنه إذا وجد الأثير فإن حركة الأرض فيه تولد تيارًا أثيريًّا معاكسًا لسرعة الأرض مثلما تولد المركبة تيارًا هوائيًّا يجري معاكسًا لحركتها؛ فحين تقاس سرعة الضوء على الأرض فإن تأثرها بتيار الأثير يتوقف على حركة الضوء هل هي موازية لحركة الأرض أو معاكسة أم هي متعامدة مع التيار.
تشبه هذه التجربة بسباحين اثنين يسبحان في نهر واحد؛ وفي حين يسبح أحدهما مع النهر ذهابًا وإيابًا، فإن الآخر يبدأ من نفس النقطة الأولى ويسبح في عرض النهر ذهابًا وإيابًا ويقطع نفس المسافة التي يقطعها الأول يقطعها هو وفي نفس الوقت ويتضح من قانون جمع السرعات انه لا يمكن أن يعود السابحان في نفس الوقت لان السابح العرضي يصل أولاً؛ وهذا هو الأمر بالنسبة للضوء أيضًا.
أُعِدّ جهاز يقوم على فصل شعاع ضوئي قادم من مصدر واحد، وتوجيهه في اتجاهين متعامدين على أن يكون أحدهما موازياً لمحور دوران الأرض حول الشمس والآخر متعامداً معه. وبهذا الشكل فإن أحد الشعاعين سيستفيد بقدر ما من حركة الأرض فيصير أسرع، أما الثاني فهو متعامد مع حركة الأرض وبالتالي يفترض أن سرعته لن تتغير. بعد ذلك سيعاد دمج الشعاعين مع بعض و يُسْقَطَان على سطح مقابل، فإذا ما حصل أي تغيير في سرعة أي من الشعاعين فسيؤثر ذلك على شكل الارتسام الخاص بهما على السطح المقابل، ورغم حساسية هذا الجهاز العالية جدا إلا أنه لم يسجل أي فرق بين سرعتي الشعاعين.
كانت هذه خيبة أمل لهما إذ بدا وكأن التجربة فشلت أو ضمت خللاً ما، وأهمل مايكلسون هذه التجربة. لكن ويبدو أنه بعد التحقق من سلامة بناء الجهاز ومعاودة التجربة عدة مرات على يد مختلف العلماء، خرجوا بنتيجة مفادها، بأن سرعة الضوء ثابتة بغض النظر عن سرعة المنبع أو أي سرعة مضافة، ولا علاقة لها بسرعة المراقب، فهي ثابتة في كل الأحوال.
قام الفيزيائي هندريك أنتون لورنتس بإجراء محاولة لتفسير هذه النتيجة أو اللا نتيجة ضمن إطار الفيزياء التقليدية. وقدم تحليلا رائعا جدا ولكنه معقد (وليس صحيحاً)، وأهم ما في تحاليله هو أن الإلكترون الكروي يتفلطح عندما يتحرك نوعا ما في اتجاه حركته بسبب خواص حركته الكهربائية وأنه كلما أسرع كلما زاد تفلطحه. فكر لورتنز بأن المادة لكونها مؤلفه من إلكترونات تتفلطح إلى حد ما على طول حط حركتها. استخدم هذا التفسير في تفسير تجربة مايكلسون ومورلي وأعلن أن الضوء الموازي لحركة الأرض نحو المرآة ذهابا وإيابا يتقلص في خط حركته بقدر يساوي بالتحديد الكمية الصحيحة اللازمة لإبطال التأخير الناتج عن تيار الأثير، ويعرف هذا الأثر باسم فتزجيرالد- لورنتز في التقلص ولم ُتأخذ هذه الفرضية مأخذ الجد وبقيت كذلك إلى أن فسرها ألبرت أينشتاين عندما أعلن عن ظهور النسبية الخاصة.

## التجربـــة
كانت فكرة ميكلسون ومورلي هو قياس السرعة النسبية لحركة الأرض حول الشمس بالنسبة إلى أثير ساكن. ومثل الطائرة التي تتحرك في الهواء، فكان من المفترض ملاحظة ريح أثيرية مقابلة، حيث أن الأرض تسبح في فلك حول الشمس بسرعة v = 30 km/s = 3·104 m/s (وهي سرعة لا تزال صغيرة بالمقارنة بسرعة الضوء التي تبلغ c=3·108 m/s).

تجربة ميكلسون ومورلي: يخرج شعاع ضوء من المصدر (أصفر، يسار) وينعكس جزء منه على مرآة نصف عاكسة ويتجه في اتجاه عمودي وينعكس على مرآة (فوق، أزرق) ويعود منها إلى المقياس Detektor (أسفل). أما جزء الشعاع الذي لم ينعكس على المرآة النصف عاكسة فيستمر في الاتجاه (أحمر) ثم يعود ويدخل المقياس.

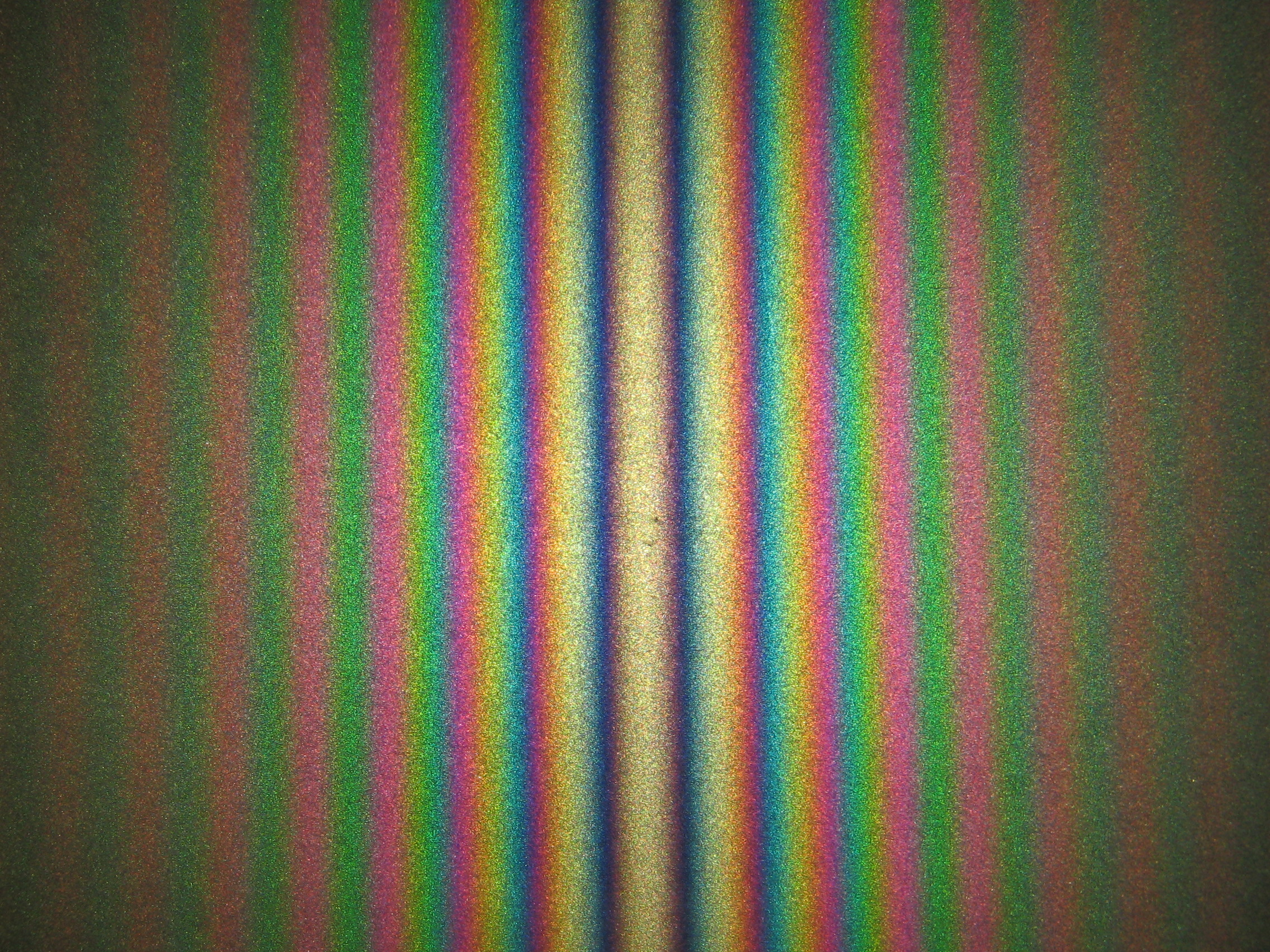
خطوط تداخل موجات شعاعي الضوء المنعكسة في جهاز ميكلسون. استخدم فيها الضوء الأبيض ، ويرى هنا خط ضوئي أبيض في الوسط وليس أسود.

وكان تخيل الفيزياء الكلاسيكية أن تأثير الأثير سيكون مماثلا لتأثير تيار الماء في نهر يسبح فيه سباح بسرعة ثابتة c بين نقطتين، أولا مع التيار ثم راجعًا ضد التيار.
فإذا كان اتجاه السباح مع التيار فإن سرعته ستزيد بمقدار سرعة سريان الماء v أولا، ثم تقل بنفس المقدار في الاتجاه المضاد. ويكون زمن الذهاب والإياب لقطع مسافة L :
{\displaystyle t_{1}={\frac {L}{c+v}}+{\frac {L}{c-v}}={\frac {2cL}{c^{2}-v^{2}}}={\frac {2L}{c}}{\frac {1}{1-{\frac {v^{2}}{c^{2}}}}}\approx {\frac {2L}{c}}\left(1+{\frac {v^{2}}{c^{2}}}\right)}
ومع اعتبار أن النسبة {\displaystyle (v/c)^{2}} ستكون صغيرة جدا (نحو {\displaystyle 10^{-8}})، حيث v سرعة الأرض و c سرعة الضوء.
وإذا كان اتجاه السباح عموديا على اتجاه تيار الماء لقطع مسافة مماثلة، فلا بد من معادلة اتجاهه قليلا (بزاوية صغيرة) للعودة إلى هدفه. فيكون زمن قطع المسافة العمودية على تيار الماء {\displaystyle {\sqrt {c^{2}-v^{2}}}}, :
{\displaystyle t_{2}={\frac {2L}{\sqrt {c^{2}-v^{2}}}}={\frac {2L}{c}}{\frac {1}{\sqrt {1-{\frac {v^{2}}{c^{2}}}}}}\approx {\frac {2L}{c}}\left(1+{\frac {v^{2}}{2c^{2}}}\right)}
ويكون الزمن الكلي للذهاب والإياب عموديا على التيار أصغر قليلا عن الزمن الكلي للذهاب والإياب مع وضد التيار.
وهكذا كان من المفترض أن يكون تصرف الضوء (الذي يتحرك بالسرعة c)، أن يذهب ويعود في زمن أقصر في الاتجاه العمودي على «ريح الأثير» بمقارنته بزمن الذهاب والإياب مع ريح الأثير وضده.
ويكون الفرق الزمني بين الشعاعين:
{\displaystyle \Delta t=t_{1}-t_{2}=L{\frac {v^{2}}{c^{3}}}}
أكبر كلما زادت المسافةL. فإذا اختيرت L == 1  متر فيكون الفرق الزمني بالتعويض عن سرعة v الأرض في الأثير
{\displaystyle \Delta t=3\cdot 10^{-17}} ثانية بالمقارنة بزمن الذهاب والإياب للضوء المرئي البالغ
{\displaystyle T=10^{-15}} ثانية. ويبلغ هذا الفرق
{\displaystyle {\frac {\Delta t}{T}}} نحو 3 % ، وهو فرق زمني يمكن لجهاز ماكسويل ومورلي الدقيق قياسه بسهولة.
واستخدم ميكلسون ومورلي في تجربتهما عام 1887 ضوءا ذو طول موجة محددة، انعكس جزء منه على مرآة نصف عاكسة واستمر الجزء الأخر في مساره، ثم انعكسا ليدخلان المقياس الحساس. يتداخل الشعاعين في المقياس ويظهران في شكل خطوط تداخل، وهي حساسة لأي تغير في المسار الضوئي لهما. وكان من المتوقع أن مساري الشعاعين في الأثير سوف يختلف ويختلف تداخلهما عند تدوير الجهاز.
فعند إدارة التجربة بزاوية 90 درجة تتبادل قيم المعادت للزمنين {\displaystyle t_{1}} و{\displaystyle t_{2}},
ونحصل على فرق الزمن:
{\displaystyle \Delta t=t_{2}-t_{1}=-L{\frac {v^{2}}{c^{3}}}}
أي يكون فرق الزمن المقاس في التجربة {\displaystyle 2\,\Delta t}.وهذا يعادل فرقا في طول المسافة قدره:
{\displaystyle d=c\cdot 2\Delta t=2L{\frac {v^{2}}{c^{2}}}=2{,}2\cdot 10^{-7}\,\mathrm {m} }
باعتبار أن المسافة L == 11  متر في تجربة عام 1887. وتعادل الإزاحة في خطوط التداخل عند استخدام ضوء ذو طول موجة {\displaystyle \lambda =500\,\mathrm {nm} =5\cdot 10^{-7}\,\mathrm {m} }
ازاحة قدرها:
{\displaystyle {\frac {d}{\lambda }}={\frac {2{,}2}{5}}=0{,}44}
ولكن نتائج التجربة مع معاودة إجرائها مرات عديدة عام 1887 وجددت فرقا لا يزيد عن 02 و0. ونظرا لصغر تلك القيمة بالنسبة للقيمة المتوقعة فقد اعتبر أن النتيجة كانت سلبية، وأنه لا وجود لما يسمى أثير.

## تجارب أخرى
أعيدت تجربة مايكلسون ومورلي عدة مرات باستخدام دقة أكبر، أتى معظمها بنتيجة مقاربة للصفر (منها تجارب نينيدي، وتجارب إلينجورث، وتجارب يوس).
وتجربة هامار عام 1935
. مع ملاحظة أن تجربة مايكلسون ومورلي اعتبرت سرعة الأرض حول الشمس 30
كيلومتر في الثانية فقط وهي أصغر كثيرا من سرعة المجموعة الشمسية حول مركز المجرة التي تبلغ 220 كيلومتر في الثانية.

## التفسيرات

### تقلص الأطوال للورنتز
مثلما بيّنا أعلاه أنه بافتراض وجو أثير يكون زمن ذهاب الضوء وعودته في اتجاه الحركة أطول من زمن الذهاب والعودة في الاتجاه العمودي. ولكي نجعل الزمنين متساويان - بغرض انقاذ افتراض وجود أثير - قدم جورج فيتزجيرالد " عام 1889 وهندريك لورنتز فكرة تقلص المسافة في اتجاه الحركة.
أي أنهما افترضا أن افة التجربة في اتجاه الحركة بالنسبة للأثير تقصر بنسبة
{\displaystyle {\sqrt {1-v^{2}/c^{2}}}}. فإذا عوضنا في معادلاتنا أعلاه عن {\displaystyle \,t_{1}} بالمسافة المقطوعة L وضربناها في هذا المعامل، نحصل على الزمن الآتي:
{\displaystyle t_{1}={\frac {2L{\sqrt {1-{\frac {v^{2}}{c^{2}}}}}}{c}}{\frac {1}{1-{\frac {v^{2}}{c^{2}}}}}={\frac {2L}{c}}{\frac {1}{\sqrt {1-{\frac {v^{2}}{c^{2}}}}}}=t_{2}}
ويقصر الزمن بالمثل في اتجاه الحركة فيصبح مساويا لزمن الذهاب والإياب في الاتجاه العمودي، وبذلك تكون النتيجة السلبية لتجربة ميكلسون ومورلي قد فسرت.

### نظرية لورنتز للأثير
مقال تفصلي: نظرية لورنتز للأثير
لاقى التفسير الذي قدمه لورنتز نقدا شديدا من العلماء فحاول تعميق افكاره وصياغتها في نظرية.
وتقدم لورنتز (1889، 1904) وهنري بوينكاري1905 بتطبيق تحويل لورينتز على الزمن أيضا على أساس أن الزمن المقاس في الأثير هو «زمن مطلق» مثلما في ميكانيكا نيوتن الكلاسيكية في حين عتبار «الزمن نسبي» عند التعامل مع الأنظمة المتحركة، كما لوكان هناك زمن محلي، وهو افتراض ليس له أساس فيزيائي يمكن قياسه. بالتالي يتحايل لكون مطابقا مع مبدأ النسبية وثبات سرعة الضوء ولكن الأثير الذي ينتشر فيه الضوء وهو أساس الفكرة لا يمكن قياسه بأي طريقة. لذلك رفضت تلك النظرية رغم صحة معادلاتها.

### نظرية النسبية الخاصة
مقال تفصلي: تاريخ النظرية النسبية الخاصة

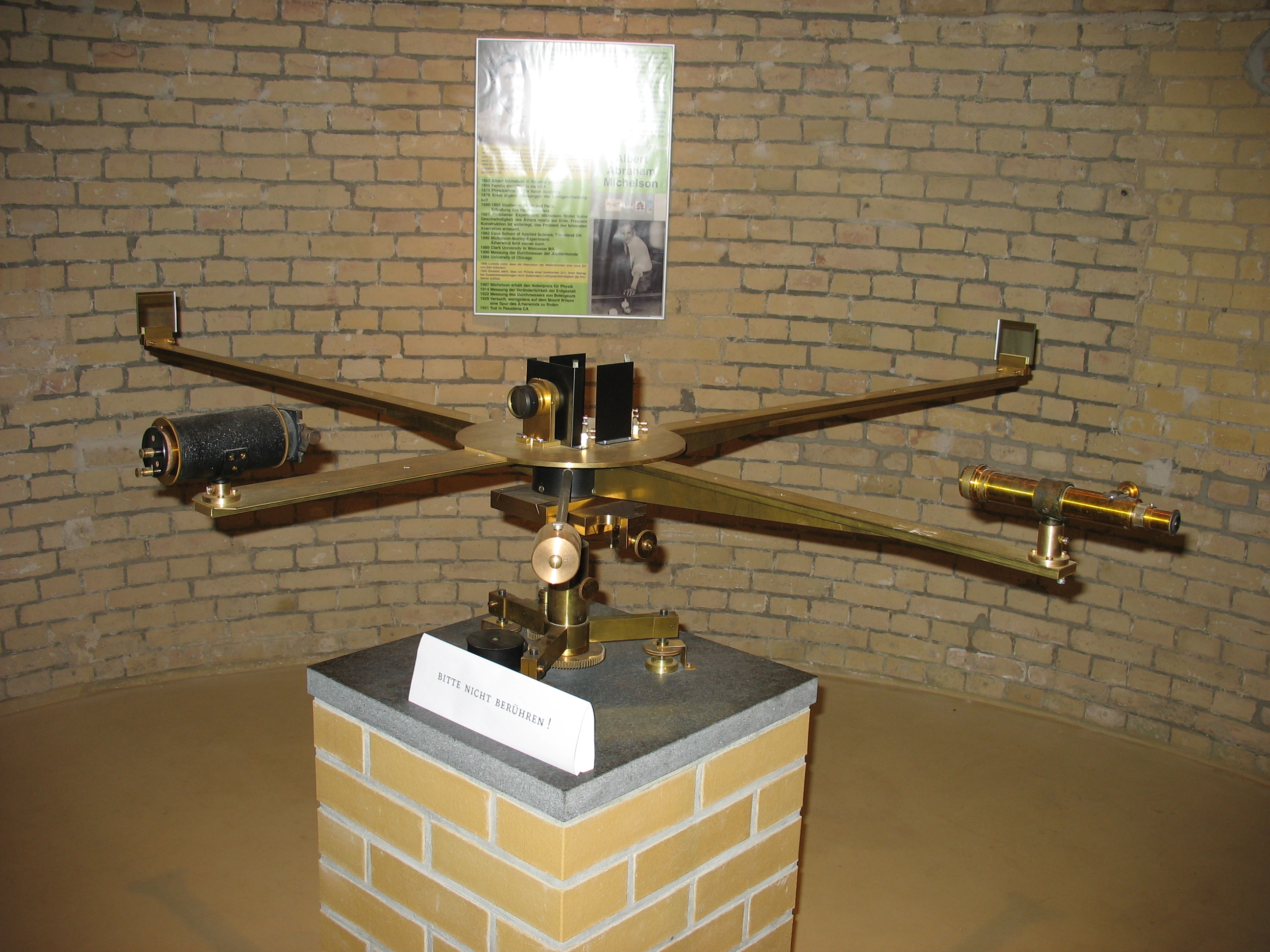
نموذج طبق الاصل لجهاز ميكلسون موجود في مبنى ميكلسون ب بوتسدام حيث قام بإجراء تجربته عام 1881.

قدم ألبرت أينشتاين النظرية النسبية عام 1905 على أساس افتراضين اثنين: أولا، صحة مبدأ النسبية وثبات سرعة الضوء بالنسبة لحركة الجسم الصادر منه الضوء وليس سرعته في الأوساط المختلفة. وفي ذلك قام بتفسير تحويلات لورنتز على أساس أن «المكان» و«الزمن» متشابكان فيما يسمى زمكان وضرب بفكرة الأثيرعرض الحائط.
وبعدم وجود أثير، وثبات سرعة الضوء، فبافتراض نظامٍ متحركٍ بسرعة v ويوجد به جهاز ميكلسون ثابتا يكون زمني شعاعي الضوء متساويا. أي أنه إذا كنا نشاهد من إطار مرجع جهاز ميكلسون يتحرك بالسرعة v ونفترض ثبات سرعة الضوء وعدم تغيرها فإن النتيجة السلبية للتجربة يمكن تفسيرها بتقلص لورينتز المحسوب أعلاه. ويعتبر هذا التفسير هو التفسير المتفق عليه الآن.

## وصلات خارجية
- محاكاة فلاشية لتجربة مايكلسون ومورلي على موقع إجابة.